# Sü Čchi-liang
Sü Čchi-liang (čínsky pchin-jinem Xǔ Qíliàng, znaky zjednodušené 许其亮, tradiční 許其亮; 29. března 1950 – 2. června 2025) byl generálplukovník Čínské lidové osvobozenecké armády a první místopředseda Ústřední vojenské komise Čínské lidové republiky. V letech 2012–2022 byl také místopředseda Ústřední vojenské komise Komunistické strany Číny. V roce 2023 tak byl nejvýše postaveným profesionálním vojákem ČLOA v aktivní službě. Před tím byl v letech 2007–2012 velitel Letectva Čínské lidové osvobozenecké armády, u nějž také během své kariéry od roku 1966 sloužil.
Sü Čchi-liang byl kandidátem 14. a 15. ÚV KS Číny, řádným členem 16., 17., 18. a 19. ústředního výboru KS Číny, a také členem 18. a 19. politbyra ÚV KS Číny.

## Životopis

### Původ a raná kariéra
Sü Čchi-liang se narodil 29. března 1950 v Lin-čchü v provincii Šan-tung. Do řad Čínské lidové osvobozenecké armády vstoupil v roce 1966 a členem Komunistické strany Číny se stal v roce 1967. Následně v letech 1966–1969 absolvoval studium na několika školách Letectva ČLOA. Po dokončení výcviku a vzdělání sloužil jako pilot nejprve u 77. pluku 26. divize Letectva ČLOA, poté od roku 1970 u samostatné brigády 26. divize. Roku 1973 se stal zástupcem velitele samostatné brigády 26. divize a v letech 1976–1980 byl jejím velitelem. Poté byl v letech 1980–1983 zástupcem velitele 26. divize Letectva ČLOA, přičemž od března do října 1982 absolvoval pokročilé vzdělání na Akademii velení Letectva. V letech 1983–1984 sloužil jako velitel 26. divize Letectva a následně v letech 1984–1985 zastával post náčelníka štábu 4. sboru Letectva ČLOA. Poté byl v letech 1985–1986 náčelník štábu šanghajského velitelského stanoviště Letectva ČLOA. V letech 1986–1988 absolvoval další studium na Univerzitě národní obrany.

### Působení ve Fu-ťienu
Od roku 1988 dočasně zastával post (úřadujícího) velitele 8. sboru Letectva ČLOA, poté od roku 1989 náčelníka štábu a konečně od roku 1990 byl jeho velitelem. Během svého působení na velitelství 8. sboru Letectva ČLOA sídlil ve městě Fu-čou, přičemž roku 1990 se tajemníkem tamějšího městského výboru Komunistické strany Číny stal Si Ťin-pching. Si byl také prvním tajemníkem fučouské vojenské oblasti a Sü Čchi-liang tak byl jeho přímým podřízeným. Oba muži navázali přátelský vztah a je možné, že Sü Čchi-liangova zkušenost ve fuťienském hlavním městě, Fu-čou, mu pomohla získat Si Ťin-pchingovu politickou důvěru do budoucna.

### Vzestup na vrchol
V roce 1991, ve svých 41 letech, byl povýšen do hodnosti generálmajora a o rok později byl zvolen kandidátem, tedy náhradním členem, 14. ústředního výboru KS Číny. Roku 1993 se stal zástupcem náčelníka štábu, a již o rok později náčelníkem štábu Letectva Čínské lidové osvobozenecké armády. Ve funkci setrval do roku 1999, přičemž v letech 1994 a 1998 podstoupil další vzdělávání na Univerzitě národní obrany. V roce 1996 byl povýšen do hodnosti generálporučíka a o rok později byl znovuzvolen náhradním členem 15. ústředního výboru KS Číny.
V letech 1999–2004 zastával post velitele letectva a zástupce velitele Vojenského okruhu Šen-jang. Na XVI. sjezdu KS Číny v roce 2002 byl zvolen členem 16. ústředního výboru. Roku 2004 se stal zástupcem náčelníka generálního štábu Čínské lidové osvobozenecké armády. V roce 2007 byl jmenován velitelem Letectva Čínské lidové osvobozenecké armády a povýšen do hodnosti generálplukovníka. Na XVII. sjezdu KS Číny v říjnu toho roku byl zvolen členem 17. ústředního výboru KS Číny a stal se také členem Ústřední vojenské komise Komunistické strany Číny.

### V čele čínské armády
Na XVIII. sjezdu Komunistické strany Číny byl 12. listopadu 2012 zvolen jedním ze dvou místopředsedů Ústřední vojenské komise KS Číny, přičemž se tak stal historicky prvním generálem letectva povýšeným do této funkce. Stal se také členem 18. ústředního výboru KS Číny a 18. politbyra ÚV KS Číny, 15. března 2013 byl následně také formálně zvolen do funkce místopředsedy Ústřední vojenské komise Čínské lidové republiky, duálního orgánu s totožným personálním obsazením. Na tuto pozici vystoupal právě v době Si Ťin-pchingova zvolení generálním tajemníkem strany a předsedou ÚVK. V roce 2014 se také stal místopředsedou nově ustavené Vedoucí skupiny Ústřední vojenské komise pro prohlubování národní obrany a vojenskou reformu. Skupina, osobně vedená Si Ťin-pchingem, mu umožnila jednak upevnit moc nad ČLOA a jednak zajistila dohled nad implementací probíhajících vojenských reforem v roce 2015.
Ve funkci místopředsedy ÚVK KS Číny setrval i po XIX. sjezdu KS Číny v roce 2017, kdy byl také dále povýšen na pozici prvního místopředsedy. Opět byl zvolen členem 19. ústředního výboru KS Číny a také 19. politbyra ÚV. Poté v březnu 2018 byl obdobně znovuzvolen místopředsedou Ústřední vojenské komise ČLR.